# Good Night Oppy
Good Night Oppy (no Brasil: Boa Noite, Oppy) é um longa-metragem documental estadunidense lançado em 2022 que narra a trajetória do astromóvel marciano, Opportunity - Oppy - desde seu lançamento pela NASA em 2003 até suas pesquisas e descobertas em solos marcianos. Dirigido por Ryan White e narrado por Angela Bassett, teve sua estreia no Festival de Cinema de Telluride em 3 de setembro de 2022, e teve um lançamento limitado em 4 de novembro de 2022 pela Amazon Studios antes de ser transmitido no Prime Video em 23 de novembro de 2022. Dentre os prêmios do longa, está o de Melhor Documentário e Melhor Direção no Critics Choice Documentary Awards de 2023.

## Sinopse
O filme conta a história do Opportunity, apelidado de Oppy, um Astromóvel marciano lançado ao espaço em 2003 cujo tempo de operação deveria ser apenas de 90 sóis, mas explorou Marte por quase 15 anos. A trajetória de Oppy é contada por meio de imagens de arquivo, entrevistas com cientistas e engenheiros e recriações de suas caminhadas sobre a paisagem marciana em busca de água.

## Produção
Em 2019, a Film 45 fez parceria com a empresa de Steven Spielberg, Amblin Television, para contar a história da sonda especial Opportunity. Em março de 2020, Brandon Carroll do Film 45 se reuniu com Ryan White e a produtora Jessica Hargrave para discutir o projeto. Em novembro de 2020, os cineastas abordaram distribuidores em potencial com uma prévia de 17 minutos. Em março de 2021, foi anunciado que a Amazon Studios, Film 45, Amblin Television e Tripod Media estariam co-produzindo Good Night Oppy. Foi adquirido pela Amazon Studios em novembro de 2021 e concluído no mês seguinte.
O filme é narrado por Angela Bassett, efeitos visuais da Industrial Light & Magic, e imagens de arquivo fornecidas pela NASA e pelo Jet Propulsion Laboratory. Foi escrito pelo diretor Ryan White e pela editora Helen Kearns.

### Música
A trilha sonora do filme é composta por  Blake Neely. Mas o filme também apresenta as canções pop "Here Comes the Sun" do The Beatles, "Roam" de The B-52's, "SOS" do ABBA, "Walking on Sunshine" da Katrina and the Waves, e "Wake Me Up Before You Go-Go" do Wham!.

## Lançamento
Good Night Oppy estreou no Festival de Cinema de Telluride em 3 de setembro de 2022 e fez sua estreia internacional no Toronto International Film Festival em 12 de setembro de 2022. Foi lançado nos cinemas dos Estados Unidos em 4 de novembro de 2022 e começou a ser transmitido no Prime Video em 23 de novembro de 2022.

## Recepção

### Resposta da Crítica
No Rotten Tomatoes, o filme detém uma taxa de aprovação de 88% com base em 85 críticas, com uma classificação média de 7,4/10. O consenso dos críticos do site diz: "Existem documentários mais esclarecedores sobre a exploração espacial, mas isso não diminui a admiração contagiante de Good Night Oppy pelo cosmos." No Metacritic, o filme tem uma pontuação média ponderada de 65 em 100, com base em 20 críticos, indicando "críticas geralmente favoráveis".
Ben Kenigsberg, do New York Times, escreveu: "Embora as descrições dos robôs envelhecidos com artrite e perda de memória sejam talvez muito fofas, no final de 'Good Night Oppy', Opportunity e Spirit não se tornaram menos adoráveis como personagens do que R2- D2 ou Wall-E." Michael O'Sullivan, do The Washington Post, concedeu-lhe duas estrelas e meia de quatro, escrevendo: "É uma pequena história tão alegre que Oppy pode incutir em você o mesmo sentimento caloroso e confuso de gratificação que ela obviamente tem em sua família NASA."
Aurora Amidon, do Paste, escreveu que o filme é "sentimental, mas raramente exagerado, deslumbrante de se olhar, frequentemente se envolve no reino do thriller de roer as unhas e, acima de tudo, é altamente informativo". Matt Zoller Seitz, do RogerEbert.com, deu ao filme três de quatro estrelas, escrevendo: "Para transmitir a magnitude do que seus súditos viram e fizeram, White usa os dispositivos de filmagem comercial do início ao fim, de maneira divertida. blockbusters de verão para todas as idades que costumavam dominar as bilheterias nas décadas de 1980 e 1990", acrescentando que "a trilha sonora de Blake Neely tem aquela vibração mágica e maravilhosa de John Williams".